# Kostěrjovo
Kostěrjovo (rusky Костерёво) je město ve Vladimirské oblasti v Ruské federaci. Při sčítání lidu v roce 2010 mělo přes devět tisíc obyvatel.

## Poloha a doprava
Kostěrjovo leží na severním kraji Meščorské nížiny na říčce Bolšaja Lipňa, levém přítoku Kljazmy v povodí Volhy. Od Vladimiru, správního střediska oblasti, je Kostěrjovo vzdáleno přibližně padesát kilometrů západně. Blíže leží město Petuški devět kilometrů západně, do jehož rajónu Kostěrjovo patří.
Ve městě je nádraží na železniční trati z Moskvy do Nižního Novgorodu, která vede rovněž přes Petuški i Vladimir a je součástí Transsibiřské magistrály.
Severně od Kostěrjova vede dálnice M7 z Moskvy přes Nižnij Novgorod a Kazaň do Ufy, po které je zde vedena evropská silnice E22.

## Dějiny
Kostěrjovo vzniklo v roce 1890 u stejnojmenného nádraží, které sloužilo především nedalekým sklárnám a bylo pojmenováno po jejich majiteli.
V roce 1939 se stalo sídlem městského typu a od roku 1981 je městem.